# I nuovi eroi (film 1992)
I nuovi eroi (Universal Soldier) è un film di fantascienza e azione del 1992 diretto da Roland Emmerich. Parla di soldati che muoiono sul campo e vengono riportati in vita come strumenti bellici senza memoria del loro passato.
Diede inizio alla serie di film Universal Soldier che comprende cinque seguiti usciti nell'arco di vent'anni.

## Trama
Un plotone di soldati americani in Vietnam è impegnato nel combattere la guerriglia nemica dei Vietcong. Al momento della ritirata, il sergente Andrew Scott impazzisce e annienta da solo un villaggio di Vietnamiti inerme e tutto il suo plotone, a eccezione del soldato Luc Deveraux, che cercherà fino all'ultimo di salvare l'ultima superstite del villaggio vietnamita. Ma il sergente Scott avrà la meglio uccidendo la donna con una granata e restando ucciso insieme a Deveraux in un ultimo scontro a fuoco.
Poche ore dopo l'accaduto giungono i soccorsi statunitensi, ma non c'è più nulla da fare per nessuno: tutti i soldati e i civili sono morti. Così l'esercito, non riuscendosi a dare una risposta a quanto accaduto, decide di affidare i corpi dei soldati caduti a un gruppo di scienziati e dichiararli dispersi in combattimento.
25 anni dopo, i migliori elementi del plotone rimasti uccisi e occultati nella guerra del Vietnam sono stati trasformati in super soldati antiterrorismo detti UniSol (Universal Soldiers, soldati universali), rianimati con una tecnica di rigenerazione dei tessuti morti. Apparentemente senza alcun ricordo della loro vita precedente, sono controllati da un'unità militare segreta del governo chiamata Progetto UniSol.
Dopo avere sventato l'attentato di un gruppo terroristico ed eliminando tutti gli uomini che si erano asserragliati in una diga, il soldato GR44 (cioè Luc Deveraux) perde il controllo di sé dopo aver visto una coppia di origini orientali tenuta prigioniera dai terroristi, rievocando un suo brutto ricordo nel Vietnam. Constatato quanto accaduto, la troupe militare segreta decide di sospendere momentaneamente le missioni degli UniSol e resettare nuovamente al meglio tutti i cervelli dei soldati rigenerati. Mentre è in corso l'operazione di cancellazione della memoria, la giornalista Veronica Roberts si è furtivamente introdotta nella base militare segreta e ha ripreso una sufficiente quantità di immagini per rivelare a tutto il mondo quanto accade e sia accaduto in segreto nell'esercito. La giornalista non fa in tempo a fuggire che viene subito raggiunta dalla squadriglia degli UniSol e, per un'anomalia mentale, GR13 (il redivivo sergente Scott), uccide il giornalista Huey Taylor che ha accompagnato la collega. GR44, vedendo ciò, rievoca un altro ricordo similare nel passato e così disarma GR13 e fugge insieme alla giornalista.
Inizia così una caccia spietata e senza fine da parte degli UniSol contro GR44 e la giornalista Veronica Roberts, che sono alla scoperta di quello che è la UniSol e di quello che erano tutti i soldati prima di essere trasformati. GR44 e la giornalista durante la fuga riescono a trovare il dottore responsabile di tutto il progetto e trovano i genitori e la casa nativa di GR44, dove si svolgerà la battaglia finale con l'unico UniSol superstite: GR13. Egli è riuscito a eliminare tutti i suoi compagni e i suoi superiori, e ha come unico obiettivo l'eliminazione di GR44.
Non avrà la meglio con GR44 però, che riuscirà ad abbatterlo e a dilaniarlo in una mietitrebbia.

## Distribuzione
Il film è uscito negli Stati Uniti il 10 luglio 1992, mentre in Italia nell'autunno dello stesso anno

### Edizione italiana

#### Doppiaggio
Il doppiaggio italiano originale del film venne eseguito negli stabilimenti di Doppiaggio Villini con la collaborazione della C.D.C., sotto la direzione di Sandro Acerbo e su dialoghi di Alberto Piferi. 
Nel 2011, in concomitanza con il passaggio dei diritti alla Universal, è stato effettuato un ridoppiaggio dalla CDC Sefit Group sotto la direzione di Stefano Mondini: in entrambe le edizioni ha partecipato Marco Mete (il quale ha doppiato nel 1992 Garth interpretato da Tico Wells, e nel 2011 Woodward interpretato da Leon Rippy); e tra i personaggi principali, sempre in entrambe le edizioni, solo quello di Veronica Roberts ha mantenuto la voce di Cristina Boraschi.

## Serie
Il film ha avuto cinque seguiti:
- Universal soldier - Progettati per uccidere (Universal Soldier II: Brothers in Arms), film TV, regia di Jeff Woolnough (1998)
- Universal soldier - Progettati per uccidere 2 (Universal Soldier III: Unfinished Business), film TV, regia di Jeff Woolnough (1998)
- Universal Soldier: The Return, regia di Mic Rodgers (1999)
- Universal Soldier: Regeneration, regia di John Hyams (2009)
- Universal Soldier - Il giorno del giudizio (Universal Soldier: Day of Reckoning), regia di John Hyams (2012)

Dal primo film inoltre venne tratto il videogioco per console Universal Soldier nel 1992.